# Namnlösen (Krokeks socken, Östergötland)
Namnlösen är en sjö i Norrköpings kommun i Östergötland och ingår i Kilaån-Motala ströms kustområde. Sjön har en area på 0,0442 kvadratkilometer och ligger 120,1 meter över havet.

## Delavrinningsområde
Namnlösen ingår i det delavrinningsområde (650834-153143) som SMHI kallar för Utloppet av Böksjön. Medelhöjden är 111 meter över havet och ytan är 8,26 kvadratkilometer. Det finns inga avrinningsområden uppströms utan avrinningsområdet är högsta punkten. Avrinningsområdets utflöde Svintunaån mynnar i havet. Avrinningsområdet består mestadels av skog (81 procent). Avrinningsområdet har 0,89 kvadratkilometer vattenytor vilket ger det en sjöprocent på 10,8 procent. Bebyggelsen i området täcker en yta av 0,31 kvadratkilometer eller 4 procent av avrinningsområdet.